# Bulbophyllum caldericola
Bulbophyllum caldericola é uma espécie de orquídea (família Orchidaceae) pertencente ao gênero Bulbophyllum. Foi descrita por G.F.Walsh em 1993.